# Maiko Nakamura
Maiko Nakamura (中村 舞子 Nakamura Maiko, 15 de junio de 1991, Manila), es una cantante filipina de género R&B de ascendencia japonesa y española y actualmente reside en Japón. Se hizo conocer como cantante en el 2008, con su primer tema musical titulado "Porque", en la que contó bajo colaboración del grupo LGYankees. Además logró ingresar al mercado digital japonés a partir del 2011, ubicándose en el Top 10 dentero de la lista japonesa "RIAJ Digital Track Chart". En la que Maiko colaboró dos veces con un grupo de género R&B llamado Cliff Edge, con temas musicales como "The Answer" o "La Respuesta", canción extraída del álbum titulado "Answer" y "Endless Tears" o "Las lágrimas sin fin", canción extraída del álbum "Best of Love", todos ellos pertenecientes a dicha agrupación.

## Biografía
Maiko Nakamura es hija de padre japonés y madre filipina, de ascendencia española. Gracias a sus padres tras escuchar a sus cantantes favoritos, Maiko se quedó influenciada por la música occidental. En el 2011 Maiko empezó a cambiar de sellos discográficos, como de King Records a Pony Canyon, ese mismo año con el nuevo sello lanza su próximo tema musical titulado ""Never Let Me Go".

## Discografía

### Álbumes
| Año  | Información | Posición | Total  |
| ---- | --- | -------- | ------ |
| 2010 | Cure - Released: 20 de enero de 2010 - Label: No Doubt Tracks (QWCH-10016) - Formats: CD, digital download, rental CD                          | 45       | 6,400  |
| 2011 | Answer - Debut major label album - Released: 12 de enero de 2011 - Label: King Records (KICS-91638) - Formats: CD, digital download, rental CD | 23       | 11,000 |